# Schuylkill River
Der Schuylkill (Aussprache [ˈskuːlkɪl], lokal [ˈskuːkəl]) ist ein Fluss im Osten des US-Bundesstaates Pennsylvania. Er ist etwa 217 km lang und mündet bei Philadelphia in den Delaware.
Der Fluss wurde vom Entdecker Arendt Corssen der Niederländischen Westindien-Kompanie benannt, sein Name bedeutet auf Niederländisch so viel wie „versteckter Fluss“.
Wichtige Städte am Ufer des Flusses sind Pottsville, Reading, Pottstown, Phoenixville, Norristown, Conshohocken und Philadelphia.

## Weblinks

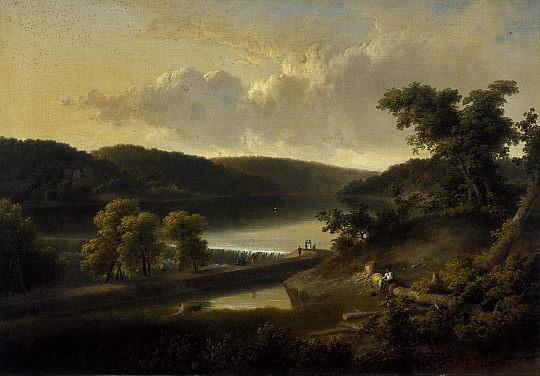
Ausblick auf den Schuylkill in der Nähe von Philadelphia, Gemälde von Thomas Doughty, 1827